# Sven Eggers

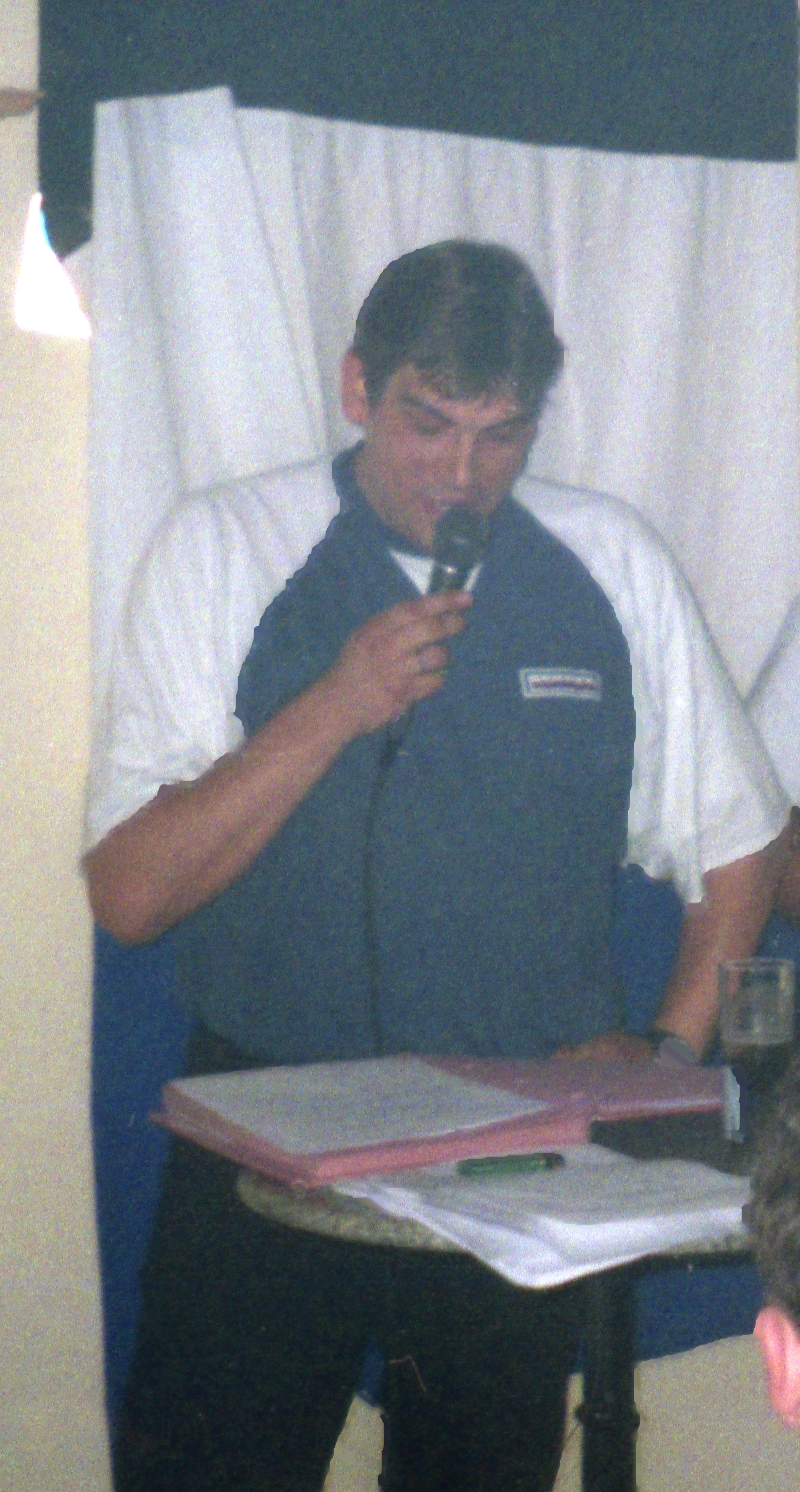
Sven Eggers (1999)

Sven Eggers (* 24. September 1965 in Hamburg) ist ein deutscher rechtsextremer Journalist und Autor, der sich als Politiker, unter anderem als Kandidat für die DVU bei Europawahlen betätigte.

## Leben
Sven Eggers war verantwortlicher Redakteur der vom DSZ-Verlag herausgebrachten und Ende 2019 eingestellten Nationalzeitung und Redakteur der bis 1999 selbständigen Deutschen Wochen-Zeitung. Eggers war Geschäftsführer der Bürgerschaftsfraktion der Deutschen Volksunion (DVU) in Bremen, nachdem die DVU 1991 sechs Mandate erhalten hatte. In den darauf folgenden Jahren kam es zu finanziellen Unregelmäßigkeiten bei der Verwendung von Fraktionsgeldern, woraufhin das Land Bremen hohe Beträge von der DVU zurückforderte. Eggers sollte aufgrund seiner rhetorischen Fähigkeiten dazu beitragen, dass die DVU möglichst viele Landtagsmandate gewinnen würde. Des Weiteren war Eggers Vorsitzender des DVU-Landesverbandes Hamburg, wobei die DVU bei der Bürgerschaftswahl jedoch stets scheiterte. Sven Eggers hatte sich strafrechtlich für eine Karikatur zu verantworten, die im Zuge des Wahlkampfes als Postwurfsendung in großer Stückzahl an Wähler in Hamburg verschickt worden war. Vom Vorwurf der Volksverhetzung wurde Eggers jedoch freigesprochen. Bei der Bundestagswahl 2005 kandidierte Eggers auf der Landesliste der NPD Baden-Württembergs. Dies war durch den auf dem vorhergehenden Bundesparteitag der DVU beschlossenen Deutschlandpakt mit der NPD möglich. Nachdem der NPD-Landesvorsitzende Günter Deckert sowie fünf weitere Kandidaten ihre Kandidatur zurückgezogen hatten, belegte Eggers den ersten Listenplatz. Eggers’ Großvater ist der 1943 gefallene Liedermacher, Dichter und Obersturmführer der Waffen-SS Kurt Eggers. Heute arbeitet Eggers als Autor für das Compact-Magazin von Jürgen Elsässer. 

## Veröffentlichungen
- So lügt das Fernsehen. FZ-Verlag, München 1996
- Sieg, Ruhm, Ehre. DSZ-Verlag, München 2002
- Antisemitismus? Die Wahrheit über Michel Friedman. FZ-Verlag, München 2002, ISBN 3-924309-60-4
- Amerikas falsches Spiel. FZ-Verlag, München 2003
- Maulkorbrepublik Deutschland? FZ-Verlag, München 2004
- Schurkenstaat USA. FZ-Verlag, München 2005
- Feldherren des deutschen Fußballs. DSZ-Verlag, München 2006